# Bromölla landsfiskalsdistrikt
Bromölla landsfiskalsdistrikt var 1918–1964 ett landsfiskalsdistrikt i Kristianstads län, bildat som Näsums landsfiskalsdistrikt när Sveriges indelning i landsfiskalsdistrikt trädde i kraft den 1 januari 1918, enligt beslut den 7 september 1917. När Sveriges nya indelning i landsfiskalsdistrikt trädde i kraft den 1 januari 1952 (enligt kungörelsen 1 juni 1951) ändrades distriktets namn till Bromölla landsfiskalsdistrikt. Den 1 januari 1965 avskaffades i Sverige samtliga landsfiskaler och landsfiskalsdistrikt, och deras arbetsuppgifter delades upp på de nyskapade indelningarna polisdistrikt, åklagardistrikt och kronofogdedistrikt.
Landsfiskalsdistriktet låg under länsstyrelsen i Kristianstads län.

## Ingående områden
När Sveriges nya indelning i landsfiskalsdistrikt trädde i kraft den 1 oktober 1941 (enligt kungörelsen den 28 juni 1941) tillfördes kommunerna Oppmanna och Vånga från det upplösta Oppmanna landsfiskalsdistrikt. Den 1 januari 1942 utbröts Bromölla köping ut ur Ivetofta landskommun. Den 1 januari 1952 ändrades de ingående områdena genom kommunreformen 1952.

### Från 1918
Villands härad:
- Gualövs landskommun
- Ivetofta landskommun
- Ivö landskommun
- Kiaby landskommun
- Näsums landskommun
- Trolle-Ljungby landskommun

### Från 1 oktober 1941
Villands härad:
- Gualövs landskommun
- Ivetofta landskommun
- Ivö landskommun
- Kiaby landskommun
- Näsums landskommun
- Oppmanna landskommun
- Trolle-Ljungby landskommun
- Vånga landskommun

### Från 1942
Villands härad:
- Bromölla köping
- Gualövs landskommun
- Ivetofta landskommun
- Ivö landskommun
- Kiaby landskommun
- Näsums landskommun
- Oppmanna landskommun
- Trolle-Ljungby landskommun
- Vånga landskommun

### Från 1 januari 1952
- Bromölla köping
- Ivetofta landskommun
- Näsums landskommun
- Oppmanna och Vånga landskommun